# 哈里肯鎮區 (密蘇里州卡羅爾縣)
哈里肯鎮區（英語：Hurricane Township）是位於美國密蘇里州卡羅爾縣的一個行政鎮區。

## 地方資料
哈里肯鎮區的面積為124.44平方千米，當中陸地面積為123.75平方千米，而水域面積為0.69平方千米。根據2020年美國人口普查的數據，當地共有人口949人，而人口密度為每平方千米7.63人。